# Хугарден
Хугарден (на нидерландски: Hoegaarden) е селище в Централна Белгия, окръг Льовен на провинция Фламандски Брабант. Населението му е около 5800 души (2006).